# Compagnie Générale Transatlantique
La Compagnie Générale Transatlantique (Compañía General Transatlántica, abreviada como CGT), fue una compañía naviera francesa fundada en 1861 en un intento de revitalizar la marina mercante francesa, entonces en evidente decandencia tras la Guerra de Crimea en 1856. 
Su primer barco, el SS Washington, realizó su viaje inaugural el 15 de junio de 1864. Además de operar barcos para el transporte de pasajeros, la compañía también disponía de una significativa flota de barcos mercantes. La compañía sobrevivió a ambas guerras mundiales, pero el desarrollo de la aviación comercial afectó gravemente al negocio del transporte marítimo de pasajeros. En 1977, la empresa se fusionó con la Compagnie des Messageries Maritimes para formar la Compagnie Générale Maritime. Posteriormente, en 1996, volvió a sufrir una fusión para crear el grupo CMA CGM.
Fue principalmente conocida por ser la propietaria de los transatlánticos SS France (1910), SS Paris (1916), SS Île de France (1926), SS Normandie (1935), SS Liberté (1951) y posteriormente otro buque bautizado de nuevo SS France (1961).